# Réserve de biosphère de Bosawás
La réserve de biosphère de Bosawás est une réserve de biosphère située au Nicaragua, reconnue par l'Unesco en 1997 dans le cadre du programme sur l'homme et la biosphère. Elle totalise une superficie de 21 815 km2 et se caractérise par un écosystème de type forêt tropicale.
Le nom de la réserve est dérivé de trois sites naturels : la rivière Bocay, le mont Saslaya et la rivière Waspuk.
Elle est administrée par le ministère de l'Environnement et des Ressources Naturelles (MARENA).

## Géographie
La réserve de biosphère, frontalière avec le Honduras, est située dans la partie nord des départements de Jinotega et Nueva Segovia et dans la région autonome de la Côte caraïbe nord. Elle est localisée sur les territoires des municipalités de Wiwilí, El Cuá et San José de Bocay.
D'une superficie de 21 815 km2, la réserve comprend environ 15 % de la superficie totale du pays. La réserve comprend le parc national de Saslaya, le massif de Peñas Blancas, Cerro Kilambe, Cerro Bana Cruz et Cerro Cola Blanca. La Cordillera Isabelia (es) traverse la réserve et le fleuve Coco forme la frontière nord avec le Honduras.
Combinée avec la réserve de biosphère Río Plátano au Honduras, qui est contiguë à la jungle de la réserve de Bosawás, elle forme la deuxième plus grande forêt tropicale de l'hémisphère occidental, après l'Amazonie au Brésil. Bosawás est largement inexploré et extrêmement riche en biodiversité.

## Histoire
D'abord créée en tant que réserve naturelle en 1991, la réserve est  désignée en 1997 comme réserve de biosphère de l'UNESCO. 
La réserve de biosphère de Bosawás s'est développée au fil du temps à la suite de conflits entre le gouvernement sandaniste et les indigènes Miskitu et Mayangna. Dans le cadre du processus de paix sortant du conflit armé entre les Sandanistes et les Mayangna et Miskitu, le gouvernement nicaraguayen a signé la loi d'autonomie de la côte atlantique du Nicaragua de 1987 (loi 28) qui reconnaît officiellement les droits territoriaux des communautés autochtones et d'ascendance africaine dans la région. Le gouvernement Chamorro qui a suivi a mis de côté trois grandes réserves, Bosawás étant la plus grande, avec son noyau comprenant environ 7 % de la superficie totale du Nicaragua (le reste constitue la zone tampon de la réserve). La création de Bosawás, déclarée sans consultation indigène, a d'abord été considérée comme une violation de l'autonomie territoriale garantie par la constitution de la région. Cependant, après négociation et consultation avec les communautés locales Mayangna et Miskitu, à la fin des années 90, les frontières territoriales autochtones ont été délimitées, le titre a été accordé aux communautés autochtones et l'idée de Bosawas en tant que réserve de biosphère a été adoptée.
En janvier 2020, dans le cadre d'une série continue de meurtres d'indigènes à Bosawas à cause de conflits fonciers, plusieurs Mayangna vivant à Bosawas ont été tués et kidnappés par des colons métis (colonos) cherchant à voler des terres indigènes. Cela s'est répété à plusieurs reprises, à savoir le massacre de 9 autochtones en août 2021 et les agressions sexuelles de femmes autochtones à Sauni As.

## Biodiversité
On estime qu'environ 10 000 km² de forêt tropicale se trouvent dans la réserve.
Sa diversité botanique est très élevée, avec des milliers de plantes vasculaires. Bosawás est également riche en taxons d'invertébrés et de vertébrés. Il est estimé à environ 100 000 à 200 000 espèces d'insectes vivant dans la réserve, cependant, ce nombre pourrait être plus élevé, mais une estimation plus précise est impossible du fait que la zone est relativement inexplorée. 
Les quetzals, l'aigle harpie féroce ainsi qu'environ 700 espèces d'oiseaux nicaraguayennes sont présentes dans la réserve. 
Les pumas et les jaguars sont présents dans la réserve, ayant notamment pour proie le tapir de Baird, l'herbivore le plus grand de Mésoamérique.

## Activités socioéconomiques
Bosawás chevauche les terres natales de deux des peuples autochtones du Nicaragua, les Mayangna et les Miskito, dans une région riche en ressources naturelles, notamment le bois et l'or.
Les peuples autochtones contribuent à la protection des ressources naturelles de la réserve et leur économie est basée sur l'agriculture de subsistance, l'élevage d'animaux domestiques, la chasse, la pêche, la récolte et le stockage de certains de leurs produits.
La production agricole est caractérisée par la culture du maïs, des haricots, du riz, du manioc, du cacao, du café et des champignons. L'exploitation minière à petite échelle est également une activité importante dans l'économie de la réserve de biosphère.